# Ниверне (канал)
Ниверне́ (фр. Canal du Nivernais) — канал во Франции, соединяющий бассейны рек Луары и Сены.
Длина канала — 174 км. Водный путь пролегает по территории департаментов Йонна и Ньевр и исторической провинции Ниверне, по которой и получил своё название. В департаменте Ньевр на большом протяжении канал идёт параллельно руслу Арона. Начало канала — река Луара в коммуне Сен-Леже-де-Винь, конец — река Йонна в Осере. Перепад высот — 164 м (262 м и 98 м максимум и минимум соответственно). На канале построено 116 шлюзов.
Строительство, начавшееся в 1784 году, шло с большими перерывами. Канал был открыт лишь в 1842 году. По современным стандартам каналов относится к габариту Фрейсине. В коммуне Ла-Коллансель канал проходит через три тоннеля.

## Галерея

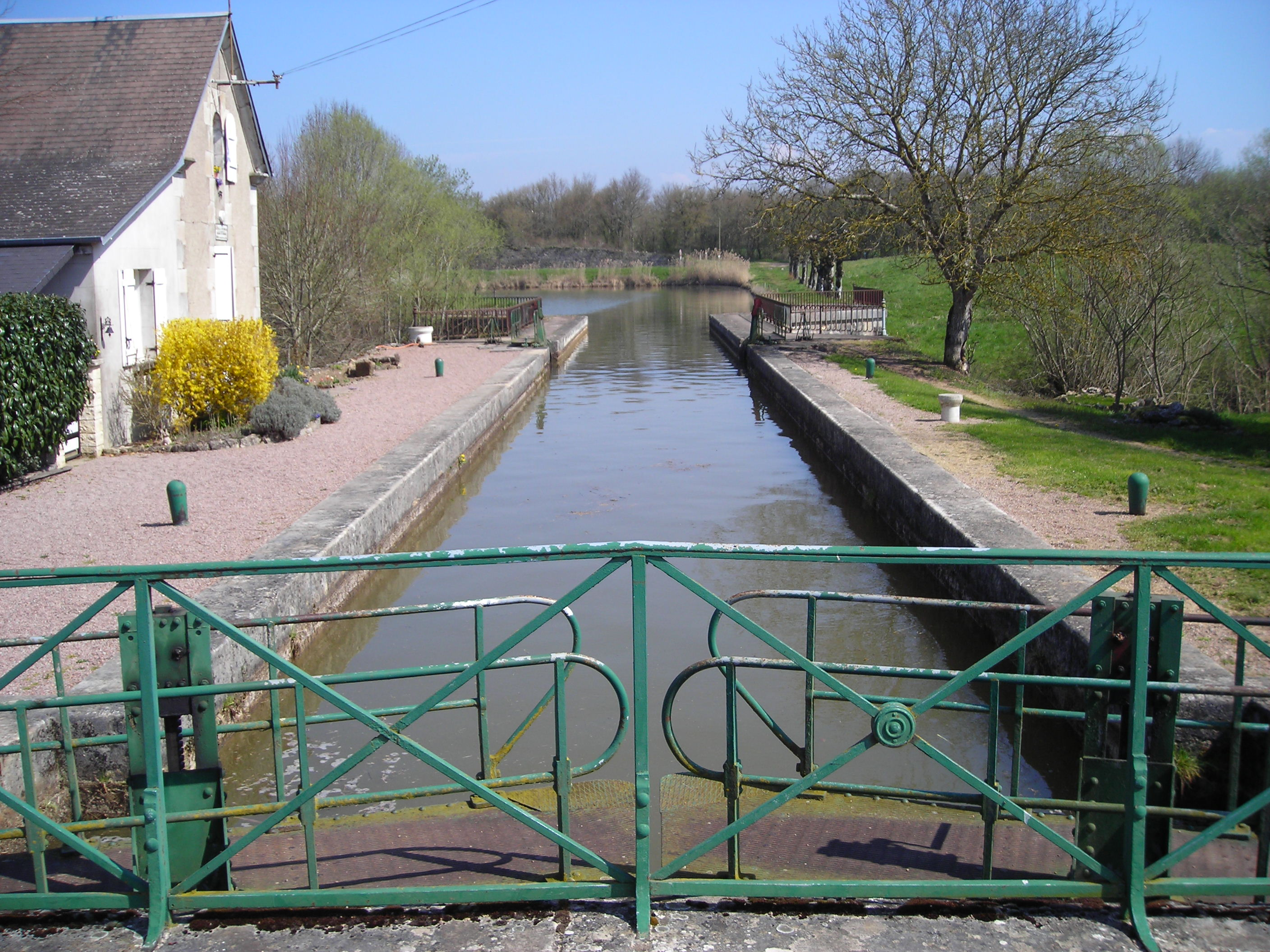
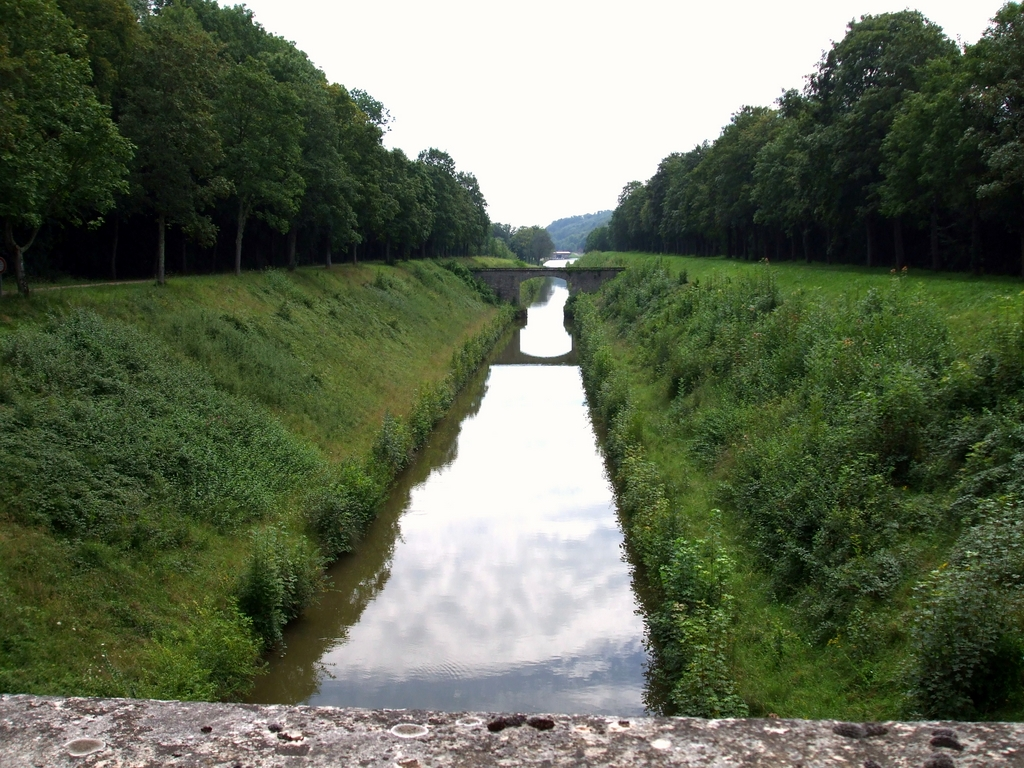
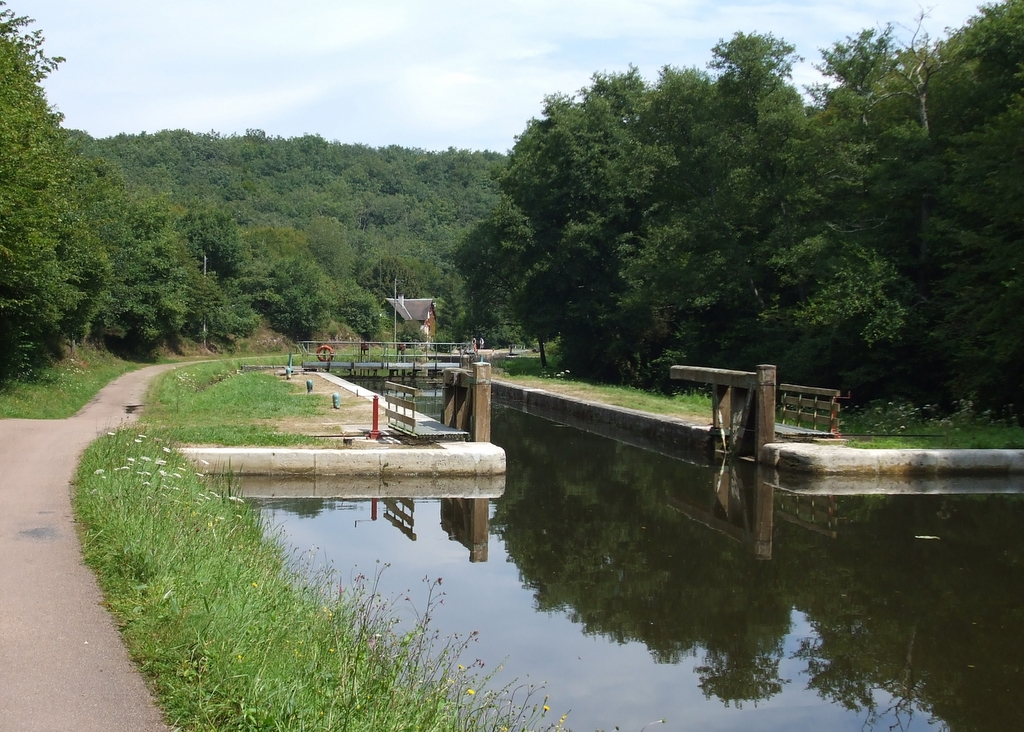
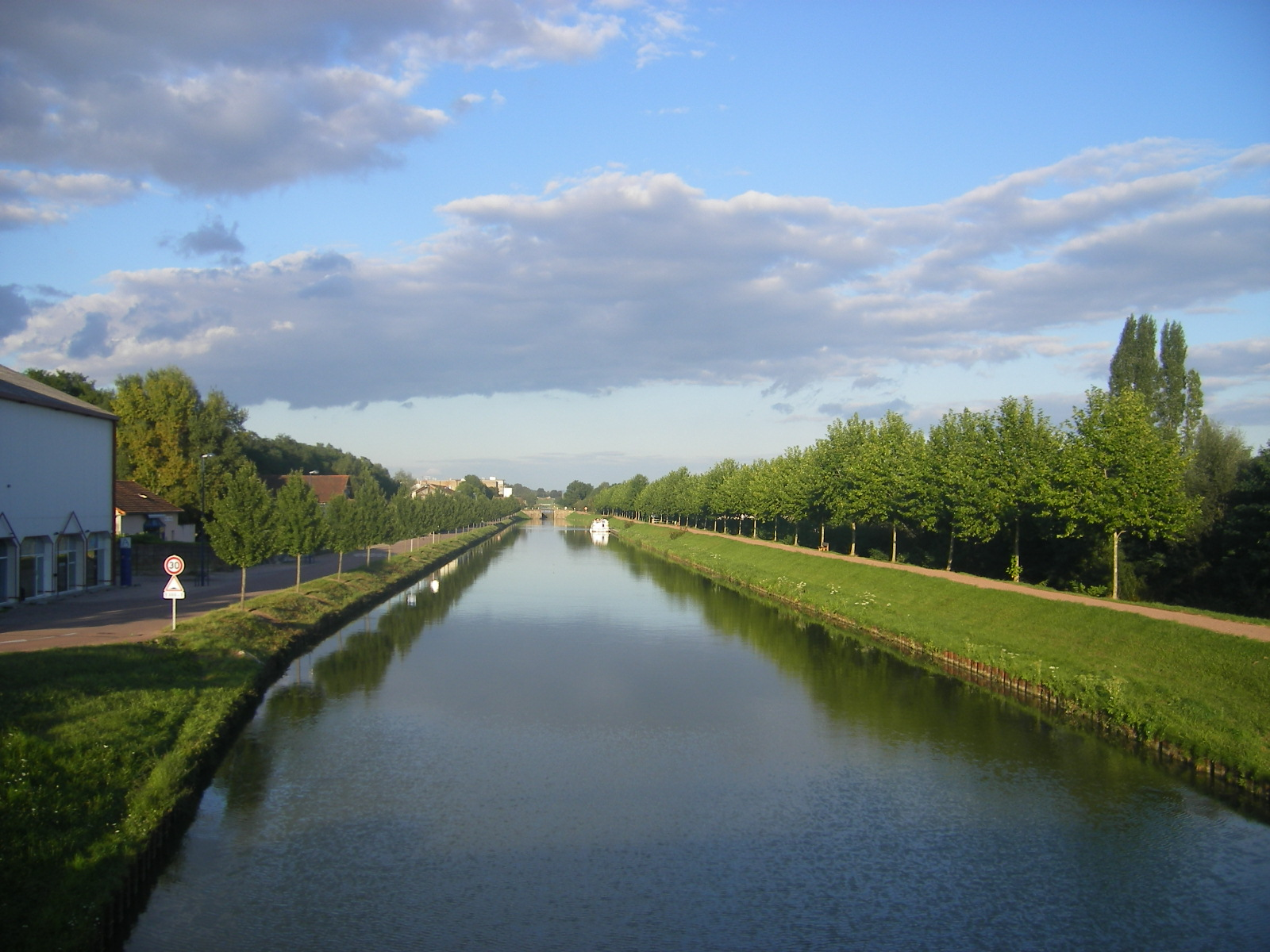